# Margarethe von Berg (Kleve)

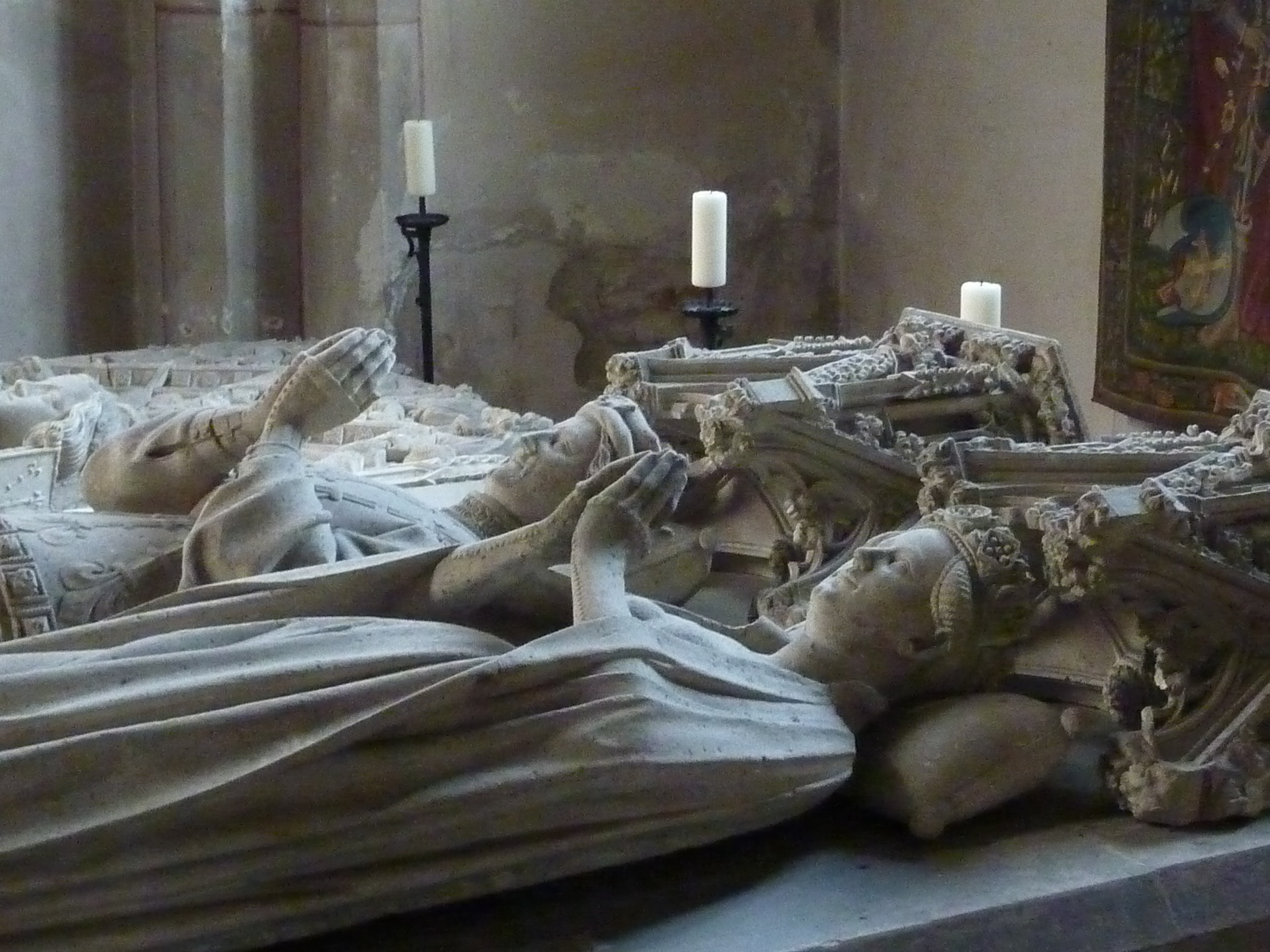
Skulptur Margarethes (vorne) im Doppelgrabmal neben ihrem Gatten Adolf I. von Kleve, St. Mariä Himmelfahrt (Kleve)

Margarethe von Berg († angeblich 10. Oktober 1425) war eine Tochter des Grafen Gerhard von Berg aus dem Haus Jülich und der Margarete von Ravensberg-Berg sowie Ehefrau des Grafen Adolf I. von Kleve-Mark.

## Leben
Margarethe heiratete 1369 Adolf von der Mark, den ehemaligen Bischof von Münster und Elekten von Köln, der seit 1368 die Grafschaft Kleve regierte. 1373 kam der älteste Sohn des Paars, der spätere Klever Graf Adolf II. zur Welt, dem 15 weitere Kinder folgten. Margarethe überlebte ihren 1394 verstorbenen Gatten um mehr als 30 Jahre und lebte als Witwe auf Burg Monterberg. Sie starb 1425 und wurde neben ihrem Mann in der Klever Stiftskirche bestattet; die Grabtumba des Paars ist dort erhalten.